# Solonei da Silva
Solonei Rocha da Silva (Penápolis, 18 de abril de 1982) é um fundista brasileiro, medalhista de ouro na maratona nos Jogos Pan-Americanos de 2011. 

## Carreira
Um ex-gari em sua cidade no interior de São Paulo, ganhou reconhecimento popular ao vencer, na sua primeira participação, a Maratona Internacional de São Paulo. 
No Campeonato Mundial de Atletismo de 2013, realizado em Moscou, ficou com a 6ª colocação, cruzando a linha de chegada de mãos dadas com o outro brasileiro na prova, Paulo Roberto de Paula, e fazendo sua melhor marca pessoal na distância, 2h11m40s.
Participou dos Jogos Olímpicos disputando a maratona no Rio 2016, fazendo 2:22:05 e ficando na 78ª colocação.

## Títulos
- Campeão da 18ª Maratona Internacional de São Paulo, em 2012, com tempo de 2:12:25
- Ouro nos 12 km no Sul-Americano de Cross Country em Assunção 2011
- Número 2 do Ranking Sul-Americano da maratona 2011 com 2:11:32, tempo obtido em Pádova.
- Ouro na maratona nos Jogos Pan-Americanos de 2011, em Guadalajara, no México[4]
- Campeão da 24ª Maratona Internacional de São Paulo, em 2018.